# Mark Reynolds (velejador)
Mark Reynolds (San Diego, 2 de novembro de 1955) é um velejador estadunidense, campeão olímpico.

## Carreira
Reynolds consagrou-se campeão olímpico ao vencer a série de regatas da classe Star nos Jogos Olímpicos de Verão de 1992 em Barcelona ao lado de Harold Haenel e nos Jogos Olímpicos de Verão de 2000 em Sydney com a parceria de Magnus Liljedahl.